# Sony Ericsson K810i
Sony Ericsson K810i為Sony Ericsson於2007年5月2日所發行的3G手機。內建320萬畫素自動對焦相機。此機為全球第三支Cyber-Shot手機。中国大陆版本型号为K818c。

## 特色
- 支援 AF 自動對焦
- 內建 Xeonn 閃光燈，兼具防紅眼功功能
- 支援 BestPic（9 連拍）
- 支援 Photo Fix 影像調校
- 支援 MPEG4 不限時有聲錄影
- 內建 MP3 / MP4 影音播放器
- 支援 TrackID 音樂識別
- 內建 Play Now 娛樂程式
- 內建 RDS FM 收音機
- 內建 RSS 新聞閱讀器
- 支援 Java MIDP 2.0
- 支援 FOTA 自動軟體更新功能
- 支援 WAP 2.0，全 HTML 網頁瀏覽
- 內建 VideoDJ、MusicDJ
- 支援視訊電話、免持擴音、飛行模式
- 支援 PC Sync 電腦同步編輯
- 內建 64 MB 記憶體
- 支援 USB 2.0、藍牙2.0 傳輸

## 廣告號召語
我脫影而出